# Bibirjevo (stanice metra v Moskvě)
Bibirjevo (rusky Бибирево) je stanice moskevského metra.

## Charakter stanice
Bibirjevo se nachází na Serpuchovsko-Timirjazevské lince, v její severní části. Je to mělce založená stanice, nachází se pouhých 9,5 m pod povrchem. Otevřena byla 31. prosince 1992 a do zprovoznění stanice Altufjevo o dva roky později sloužila jako konečná. Na výzdobu stěn za nástupištěm byl použit bílý a šedý mramor, pro podlahu červená a šedá žula. Pojmenována je podle stejnojmenné čtvrti. Má jeden výstup vyvedený do podpovrchového vestibulu.